# Siméon Bonnesœur-Bourginière
Siméon-Jacques-Henri Bonnesœur, sieur de La Bourginière, né le 27 avril 1754 à la Loyaudière en Saint-Georges-de-Rouelley et mort le 30 octobre 1844 à Barenton, est un homme politique français.

## Biographie
Fils de Jacques Bonnesoeur-Loyaudière et de Thérèse Gobierre, il est né dans une riche famille de la bourgeoisie rurale. Il fit ses études au collège de Domfront puis à l’université de Caen, où il acquit les grades de licence en droit et maîtrise ès arts. Il fut reçu en 1778, avocat au Parlement de Rouen, où il exerça jusqu’en 1785, époque à laquelle il alla s’affilier au barreau de Coutances, après s’être installé dans le bailliage de Mortain, pour se fixer à Barenton et à Saint-Georges-de-Rouelley. 
Bonnesœur était, avant la Révolution, un notable de Saint-Georges et Barenton, communes vite acquises aux idées nouvelles et républicaines. En 1789, il est désigné comme représentant du tiers état pour le district du Teilleul, membre de l’Assemblée de Mortain. Il va animer la rédaction du cahier de doléances du bailliage et va inspirer celui de Coutances. S’étant montré favorable aux principes de la Révolution, qui venaient d’être proclamés, il est nommé, le 20 juin 1790, membre du corps chargé d’administrer le département de la Manche nouvellement créé.
Élu, de justesse, à la Convention nationale, le 8 septembre, avec 311 voix sur 611 par le département de la Manche. Son rôle de député à la Convention est assez effacé. Il s’y occupa spécialement de questions de finances et de législation. Il rédigea le projet du contrat de louage. Dans le procès de Louis XVI, il répondit aux trois questions : « coupable », se prononça d’abord pour l’appel au peuple, avant de voter pour la mort avec sursis. En raison de ce vote, il ne fut pas compté parmi les 361 députés régicides. En représailles, les Chouans assassinèrent son beau-frère, Dupont de Loraille, dans son château de Saint-Roch.
Après la Convention, il fut élu le 24 vendémiaire an IV au Conseil des Anciens. Il en fut, en 1796, élu secrétaire, se montra peu à la tribune, mais se fit remarquer parmi les législateurs sincèrement patriotes, qui cherchaient à remédier à la détresse du pays, en lui procurant des institutions stables. Sorti du Conseil, en 1797, il devint commissaire près l’administration centrale de la Manche, et fut, après le coup d'État du 18 Brumaire, nommé par le Directoire commissaire dans la Manche, puis président du tribunal civil de Mortain, fonction qu’il remplit jusqu’en février 1816. Il achète alors l’hôtel particulier Bourglopin'.

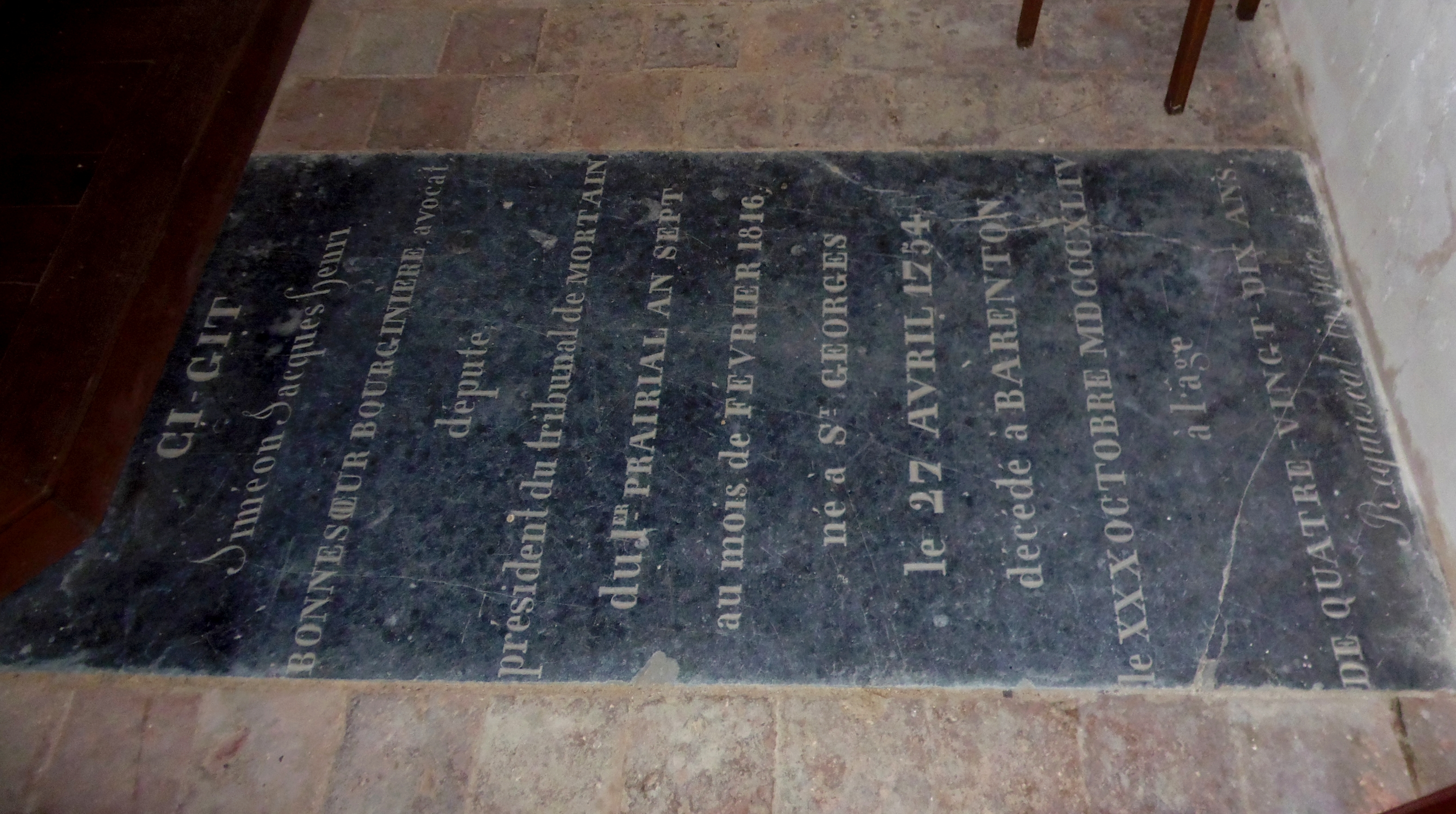
La dalle funéraire de Siméon Bonnesœur-Bourginière.

Au retour de Napoléon Bonaparte de l’île d’Elbe, il fut élu membre de la Chambre des députés, et, après la défaite de Waterloo, considéré comme régicide, il s’enfuit à Jersey, puis en Angleterre, dont le gouvernement va l’expulser. Il s’embarque à Portsmouth, sur le vaisseau Le Betty vers la Belgique, à Malines, où il vit en compagnie de deux de ses anciens collègues de la Manche, Havin et Hubert-Dumanoir. Rentré d’exil, en juillet 1818, l’ancien Montagnard reprendra alors sa place parmi les 17 avocats de Mortain, avant de se retirer à Barenton, où il vécut dans la retraite jusqu’à sa mort, survenue dans sa quatre-vingt-dixième année. Son corps repose sous une dalle de marbre noir de l’église Montéglise.

## Bonnesœur et Géricault
Bonnesœur est l’oncle du peintre Théodore Géricault, qui a séjourné régulièrement à Saint-Georges et à Mortain. C’est chez son oncle qu’il a exécuté, en 1808, son premier essai connu : son autoportrait. Il réalisa vers 1814 le portrait du conventionnel, aujourd’hui au musée de Minneapolis, aux États-Unis en 2009, et de son cousin Félix Bonnesœur-Bourginière. La famille bas-normande de Géricault conservera de nombreuses œuvres du peintre (tableaux et lithographies), dont un grand nombre ont été détruites lors des bombardements de 1944.